# Семенів Дмитро Романович
Дмитро Романович Семенів (нар. 24 червня 1998) — український футболіст, відтягнутий нападник «Львова».

## Кар'єра гравця
Народився 24 червня 1998 року. У чемпіонаті ДЮФЛ виступав за «Вікторію» (Авангард) і ДЮСШ-11 (Одеса).
Перший професійний клуб — одеська «Реал Фарма», за яку Семенів провів два матчі у Другій лізі в 2015 році.
З лютого 2016 року потрапив до «Чорноморця» (Одеса). Протягом перших двох років виступав виключно за молодіжну та юнацькі команди. 16 лютого 2018 року провів перший поєдинок в українській Прем'єр-лізі, вийшовши у другому таймі матчу проти донецького «Шахтаря» замість Сілвіо.